# Брекнеон
Брекнеон (швед. Bräkneån) — річка на півдні Швеції, протікає через лени Крунуберг і Блекінге. Довжина річки становить 84 км, площа басейну  — 462,3 км² (460 км²). Середня річна витрата води становить 3,7 м³/с,  маючи у різні пори року значення максимальне 15 м³/с і мінімальне 0,3 м³/с. 
На річці побудовано 4 малих ГЕС з загальною встановленою потужністю 0,1 МВт й з загальним середнім річним виробництвом 0,5 млн кВт·год.